# لحجة (يريم)

تعديل مصدري - تعديل

لحجة هي إحدى قرى عزلة بني عمر بمديرية يريم التابعة لمحافظة إب، بلغ تعداد سكانها 41 نسمة حسب تعداد اليمن لعام 2004.